# Johanna Engel
Pour les articles homonymes, voir Engel.
Johanna Engel, née le 13 avril 1889 à Erfurt et morte en déportation le 17 décembre 1941 à Berlin, est une peintre et pianiste allemande.

## Biographie
Issue d'une famille juive, elle se fait connaître comme peintre dès 1908 et expose à la Société nationale des beaux-arts en 1912 et 1913. 
Elle travaille comme pianiste dès 1912 et se fait remarquer cette année-là avec un triptyque Du Printemps à l'Automne. Mais l'adhésion obligatoire au Reichsmusikkammer introduite par Goebbels le 22 septembre 1933, lui interdit la profession de pianiste. 
Cousine de Helene Schweitzer, Albert Schweitzer reste dans son appartement à Berlin en juin 1928. Elle en fait alors le portrait. Il existe des lettres amicales entre Albert Schweitzer et Johanna Engel,. 
Morte au début de la déportation, victime du nazisme, elle est inhumée avec sa sœur Élise au cimetière juif de Berlin-Weißensee. 
Une plaque commémorative a été apposée en son hommage à Berlin (Wielandstr. 30, Charlottenburg-Wilmersdorf).